# Bankowość centralna w Polsce

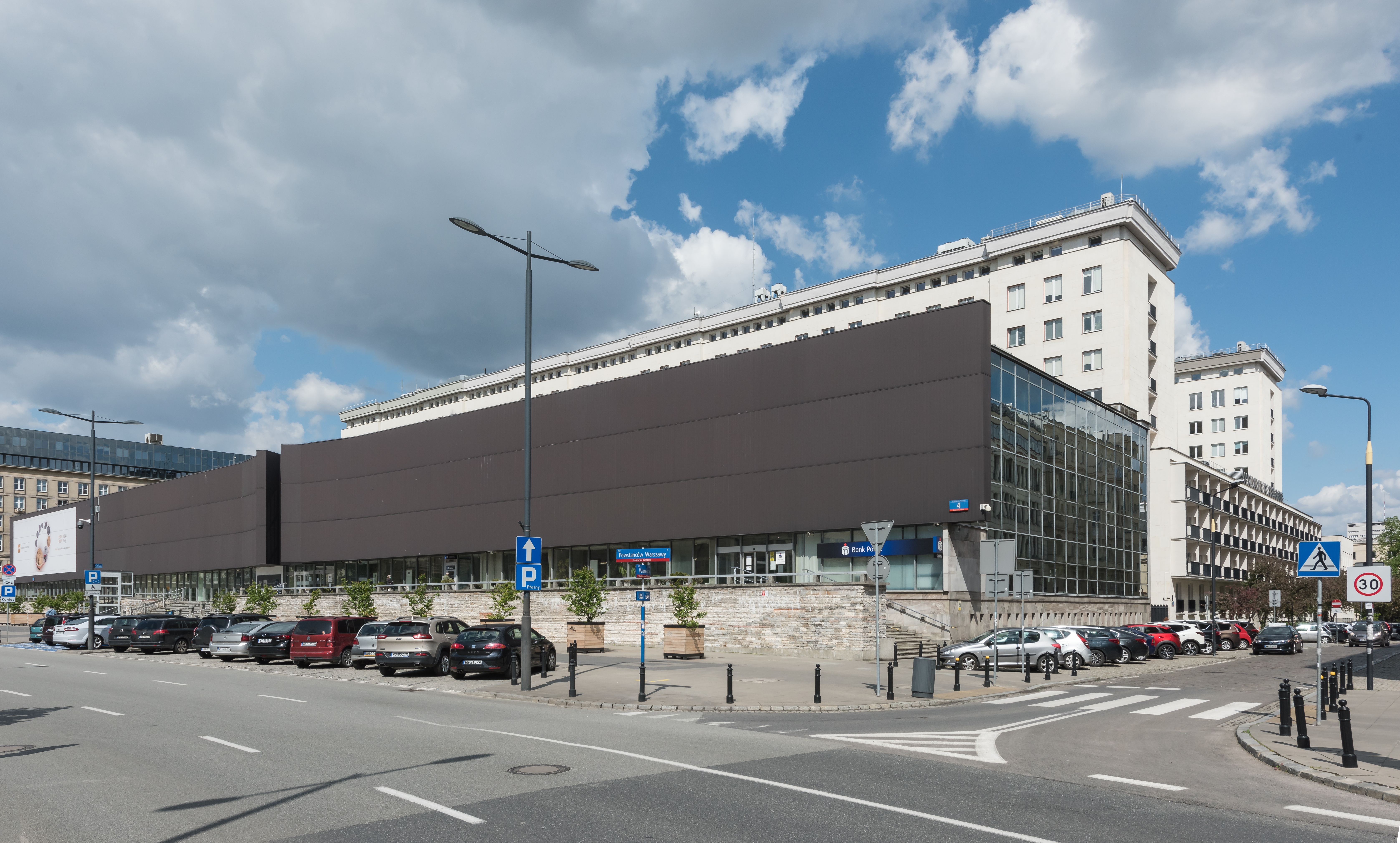
Gmach centrali NBP w Warszawie

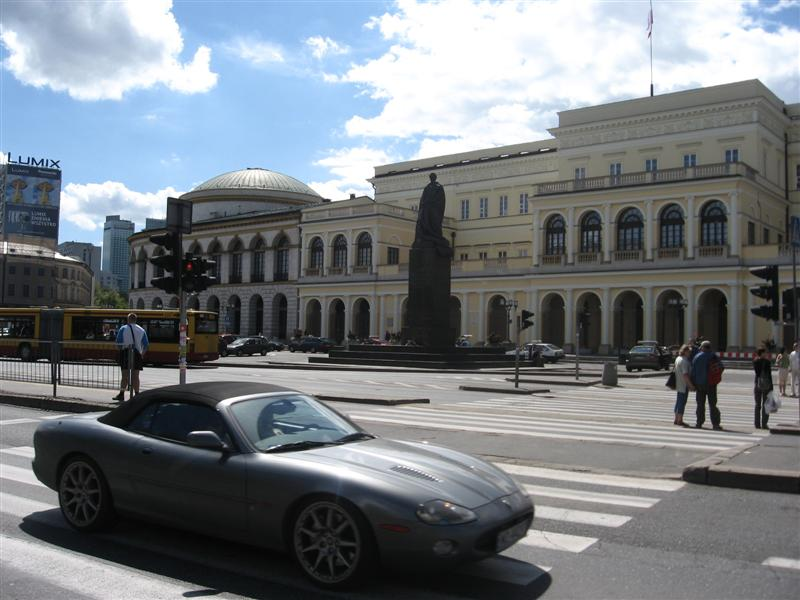
Plac Bankowy w Warszawie, po lewej budynek Banku Polskiego

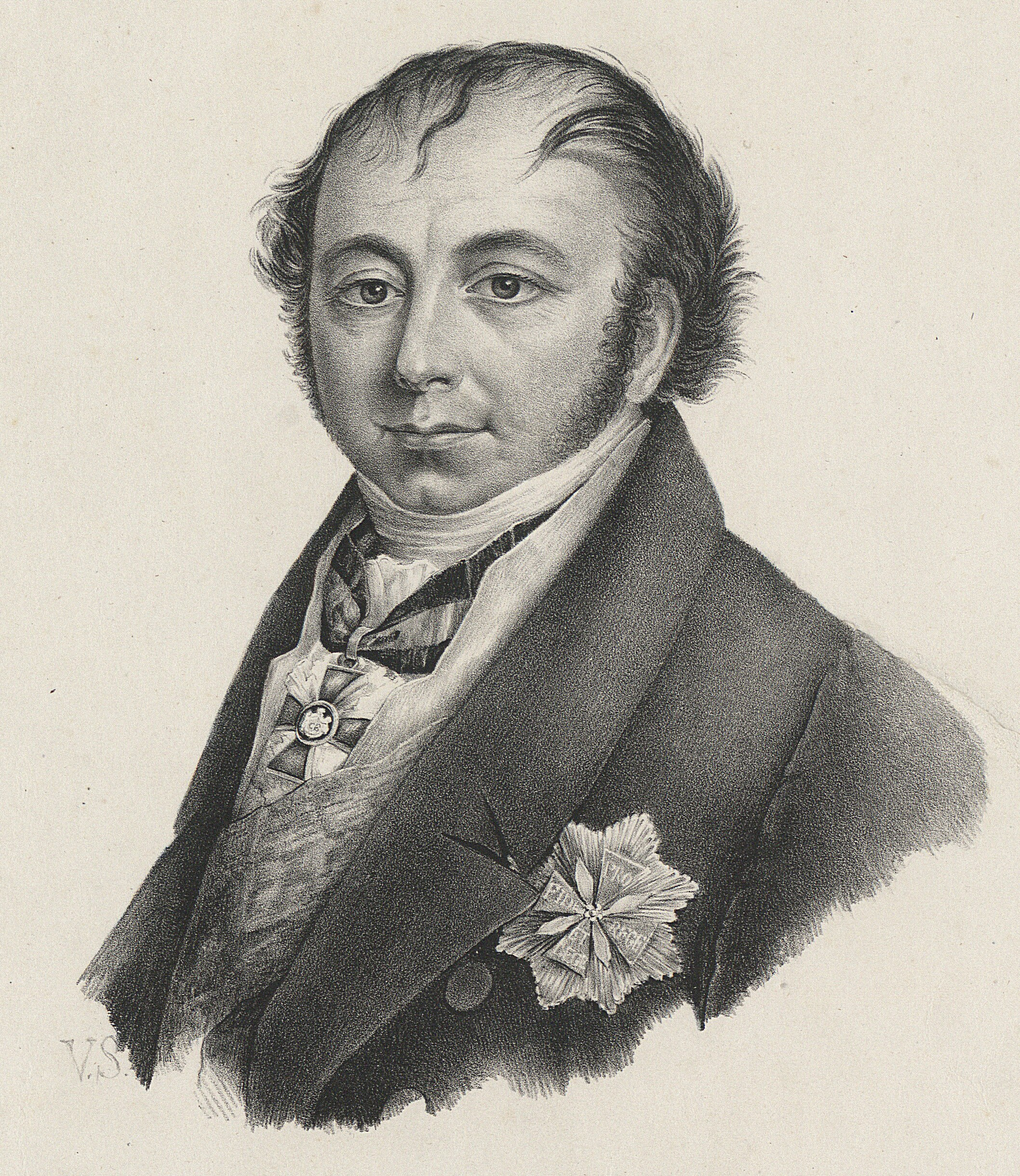
Franciszek Ksawery Drucki Lubecki założyciel pierwszego polskiego banku centralnego

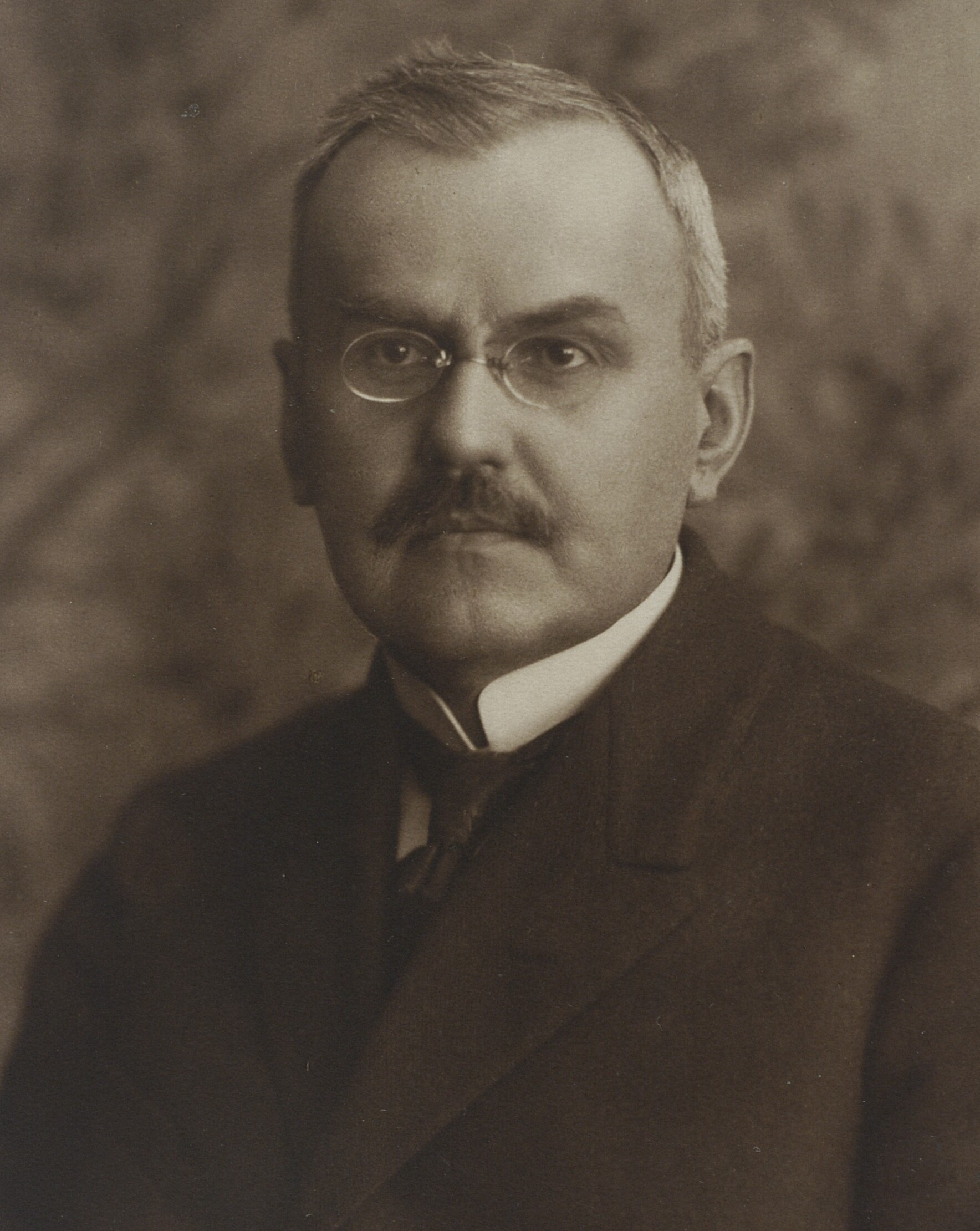
Władysław Grabski – autor planu reformy monetarnej w Rzeczypospolitej Polskiej

Bankowość centralna w Polsce sięga 1828 roku. W różnych okresach dziejów różne instytucje pełniły na ziemiach polskich rolę banku centralnego.

## Historia

### Bank Polski w Królestwie Polskim
Pierwszym polskim bankiem centralnym był Bank Polski działający w latach 1828–1885 w Królestwie Polskim, z siedzibą w Warszawie. Założony został przez księcia Ksawerego Druckiego Lubeckiego jako instytucja rządowa o własnej osobowości prawnej z prawem emisji banknotów. 1 stycznia 1886 został postawiony w stan likwidacji (zakończonej w 1894 roku), a jego majątek przejął Bank Państwowy Rosji.

### Polska Krajowa Kasa Pożyczkowa
Kolejną instytucją pełniącą funkcję banku centralnego była Polska Krajowa Kasa Pożyczkowa powołana w 1916 r. przez władze niemieckie. Emitowała ona marki polskie w latach 1917–1923. Instytucja ta została zlikwidowana w 1924 w związku z reformą walutową i powołaniem Banku Polskiego jako podmiotu emitującego polską walutę.

### Bank Polski Spółka Akcyjna
20 stycznia 1924 założono Bank Polski (faktycznie rozpoczął działanie 28 kwietnia 1924) na mocy ustawy o naprawie Skarbu Państwa i reformie walutowej z dnia 11 stycznia 1924, w formie spółki akcyjnej. W czasie II wojny światowej działał na emigracji. W związku z powołaniem przez władze w kraju nowego banku centralnego nastąpiła jego likwidacja, ukończona w 1952 r.

### Bank Emisyjny w Polsce
Bank Emisyjny w Polsce (niem. Emissionsbank in Polen) był instytucją emitującą pieniądze w Generalnym Gubernatorstwie, powołaną 15 grudnia 1939, a uruchomioną 8 kwietnia 1940 w Krakowie.
Władze okupacyjne zdecydowały, że w Generalnym Gubernatorstwie ważność zachowały przedwojenne banknoty Banku Polskiego – z wyjątkiem najwyższych nominałów. Choć instytucja ta była podporządkowana niemieckim władzom okupacyjnym, wszystkie nowe banknoty emitowane przez Bank Emisyjny w Polsce miały wyłącznie polskie napisy. Wciąż ich nazwa brzmiała: „złoty”.

### Narodowy Bank Polski
Narodowy Bank Polski rozpoczął działalność w 1945 r. Początkowo funkcjonował jako bank państwowy pod nadzorem ministra skarbu. Aż do końca lat 80. zajmował się działalnością ogólnobankową. Po upadku systemu komunistycznego NBP zajmuje się tylko emisją pieniądza i polityką pieniężną państwa (funkcja monetarna). 1 stycznia 1995 NBP przeprowadził denominację złotego.

## Upamiętnienia
W marcu 2009 Narodowy Bank Polski wyemitował serię monet o nominałach 2 zł (Nordic Gold), 10 zł (srebrną) i 200 zł (złotą) według projektu Ewy Tyc-Karpińskiej, upamiętniających 180-lecie bankowości centralnej w Polsce.